# 第9補給大隊 (フランス軍)
第9補給大隊（だいきゅうほきゅうだいたい、9e bataillon du Matériel：9e BMAT）は、ヴィエンヌ県ポワチエに駐屯する、第2後方支援旅団隷下のフランス陸軍の後方支援大隊である。
兵種は輜重など、伝統的区分は輜重兵である。

## 沿革
- 1944年：砲兵補給隊が編制される。
- 1946年：一部予備役部隊となる。
- 1977年：予備役部隊となる。
- 1987年：現役に復帰する。
- 1991年：湾岸戦争、「ダゲ師団」に派遣される。
- 1994年：ポワチエ補給処となる。
- 1999年：再編成される。
- 2005年：第9補給大隊に改編される。

## 最新の部隊編成
- 大隊本部
- 本部管理中隊
- ポワチエ分遣隊
- ラ・ロシェル分遣隊
- Vayres分遣隊
- アングレーム分遣隊
- Sougé分遣隊

## 任務
- 大隊は、第1線部隊に対する補給支援をおこなう。
- 各派遣先において、技官と軍人が協力して高度な自動車整備や軍用品整備及び電子機器等の整備を行い、連隊の隊員に対して専門的な知識の普及にあたる。

### 定員
大隊は約700名からなり、軍人300名、軍属380名で構成される。

## 主要装備
- GIAT BM92-G1
- FA-MAS
- P4
- TRM 2000
- TRM 4000
- TRM 10000
- GBC 180